# Västerbottens Museum

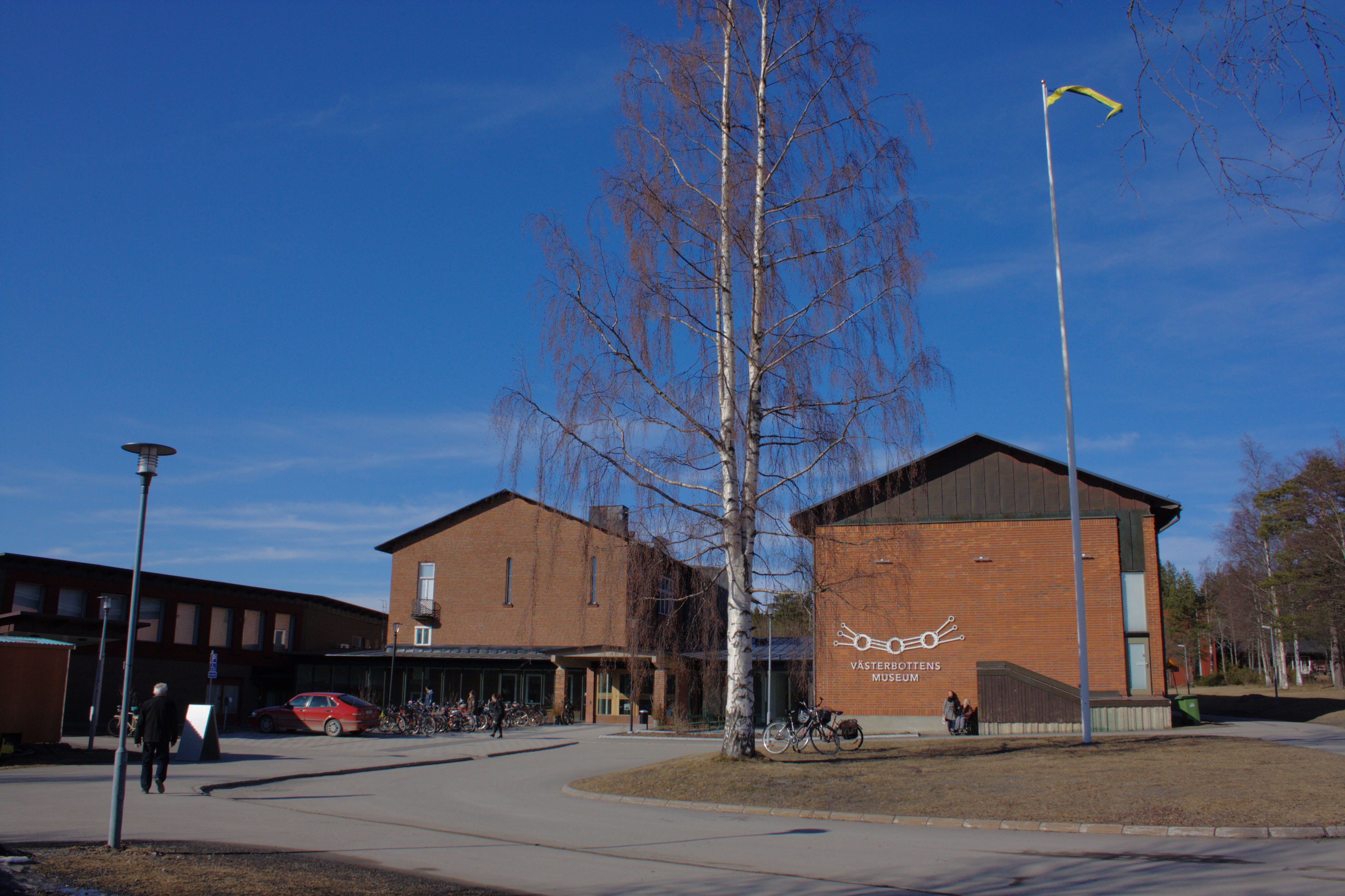
Västerbottens Museum

Das Västerbottens Museum im Gammliaviertel von Umeå ist ein Provinzmuseum der Kulturgeschichte der Provinz Västerbottens län. Es umfasst das Gammlia friluftsmuseum, eine Ski-Ausstellung (vorher das schwedische Ski-Museum), ein Fischerei- und Seefahrtsmuseum, das Volksbewegungsarchiv von Västerbotten und eine Reihe von Samensiedlungen. Das Museum betreut die ganze Provinz Västerbotten, unter anderem durch zahlreiche Vertragsaktivitäten, vor allem im archäologischen Bereich. Das Museum stellt die Vierteljahreszeitschrift Västerbotten für den Västerbotten Kreisverband her.

## Das Freilichtmuseum

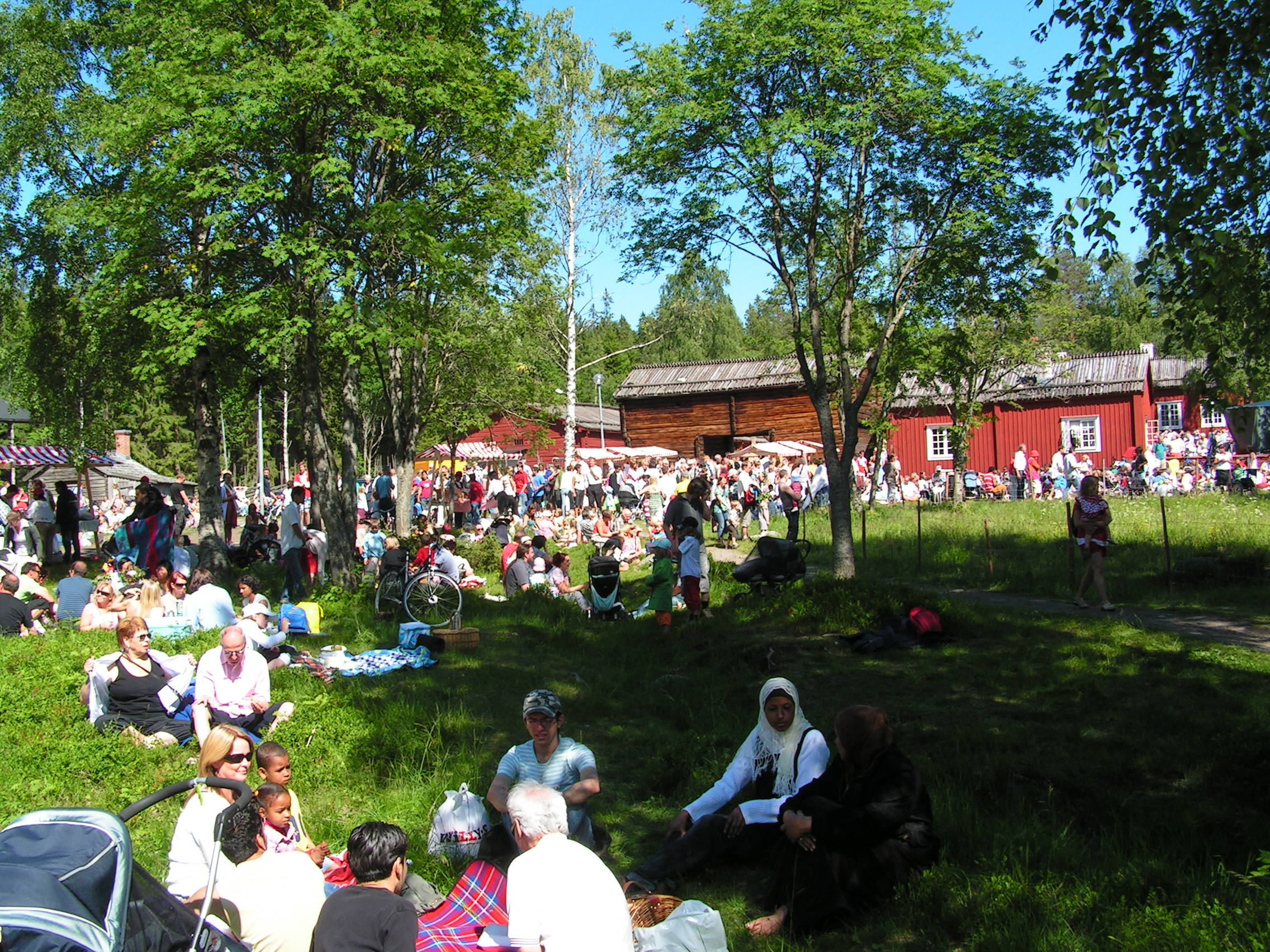
Midsommar-Feier im Freilichtmuseum Gammlia

Gammlia ist ein Freilichtmuseum, das ein integrierter Teil der Västerbottens Museum ist. Der Name Gammlia basiert auf Gamli, dem siegreichen Vorschlag in einem Namenswettbewerb.

## Geschichte
Die Västerbotten Antiquarische Gesellschaft entschied bei einem Treffen im Januar 1886, dass "ein Museum als Lagerraum für Antiquitäten in Umeå eingerichtet werde". Es wurde zunächst in der Liegenschaft von Ullbergska, wo sich heute der Wohnblock Thor in der Storgatan befindet, angelegt. Die Sammlung von Objekten der südlichen Abteilung wurde vollständig durch den großen Stadtbrand in Umeå am 25. Juni 1888 zerstört, als der Großteil der Stadt zerstört wurde.
Im Jahr 1901 zog die Einrichtung in das neu errichtete Gymnasium. Aufgrund der zunehmenden Größe der Sammlung, zog das Museum 1911 in die große Lagerhalle des Stadthafens. Von Anfang an arbeitete die lokale historische Gesellschaft, die im Jahr 1919 gegründet wurde, an der Errichtung eines Museumsgebäudes im Bereich der Gammlia. Das Gebäude wurde im Jahr 1939 abgeschlossen.
Zwischen 1921 und 1990 wurden verschiedene ältere Gebäude aus Västerbotten in die Gegend gebracht. Der ursprüngliche Plan war es, einen Bauernhof aus dem nördlichen Teil des Landkreises und einen aus dem Süden zu haben, aber wegen der hohen Kosten wurde stattdessen beschlossen, einige Gebäude aus dem Norden und einige aus dem Süden von Västerbotten zu einer einzelnen Farm zusammenzufassen.
Im Jahr 1928 wurde ein Ski-Museum in einer Sprungschanze im Erholungsgebiet Fiskartorpet bei Norra Djurgården in Stockholm eröffnet. Im Jahr 1963 wurden die Sammlungen jedoch in das schwedische Ski-Museum in Umeå überführt. Eines der Artefakte des Museums ist der älteste Ski der Welt.
Das Hauptgebäude des Västerbottens Museum wurde von dem Architekten Bengt Romare entworfen und im Jahr 1943 errichtet.
Danach wurde das Museum bereits mehrfach erweitert und eine der größten Erweiterungen im Jahr 1981 machte es möglich, dass das Bildmuseet – ein Museum für zeitgenössische Kunst der Universität Umeå – einziehen konnte. 2012 wurde das Bildmuseet in ein neues Gebäude am Kunstcampus Umeå überführt, und das Västerbottens Museum war somit in der Lage, seine bisherigen Räumlichkeiten zu erweitern.
Das Logo des Museums besteht aus einer Reproduktion einer Bronzekette einer tausend Jahre alten Samen-Bestattung in Vargviken in der Nähe des Vindelälven.